# Thubten Yeshe
Lama Thubten Yeshe (Tölung Dechen, maggio 1935 – Los Angeles, 3 marzo 1984) è stato un monaco buddhista tibetano.

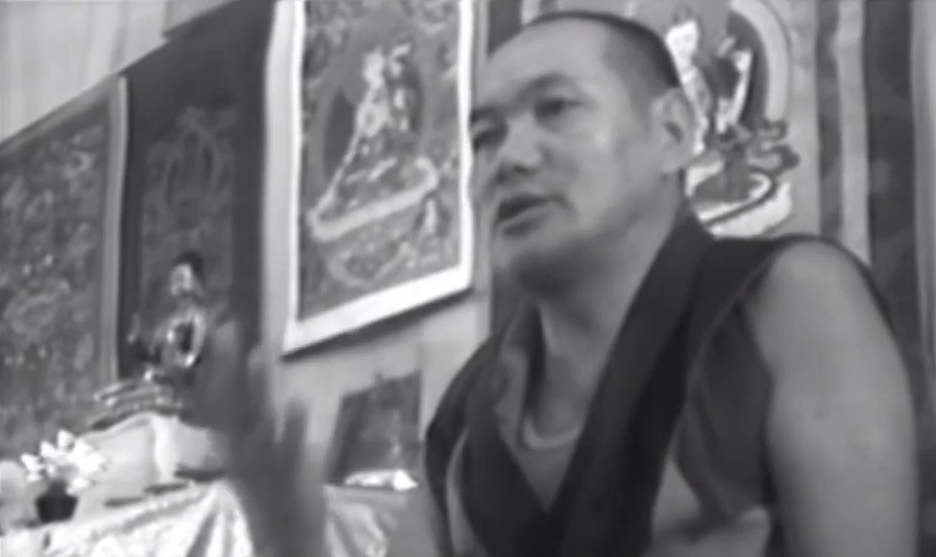

Appartenne alla scuola Gelug del buddhismo tibetano, anche se il suo insegnamento fu sempre molto ampio e particolare.

## L'infanzia
Lama Thubten Yeshe nacque in una famiglia di contadini nella città di Tölung Dechen, poco lontano da Lhasa. Un suo zio, Ghesce Nawang Norbu, era un rispettato monaco che aveva studiato al monastero di Sera, uno dei tre principali collegi monastici del Tibet.
A due ore di cavallo da Tölung Dechen si trovava il monastero Cime Lung, abitato da circa cento monache Gelug da qualche tempo alla ricerca della reincarnazione della loro badessa, una monaca erudita e molto apprezzata. Un giorno, lama Nenung Pawo Rinpoce, membro della scuola Kagyu e assai famoso per i suoi poteri psichici, giunse in visita a Cime Lung, e le monache gli chiesero alcune indicazioni che potessero aiutarle nella loro ricerca. Il lama indicò la vicina Tölung Dechen, dove a suo dire avrebbero presto riconosciuto la reincarnazione in un bambino nato in una particolare data. Seguendo il suo consiglio, le monache scoprirono il piccolo Thubten Yeshe, e lo sottoposero alle antiche prove atte a riconoscere i tulku. Superati gli esami, il bambino venne omaggiato con numerose offerte e consacrato novizio con il nome Tondrub Dorje.
Il piccolo monaco iniziò molto presto a frequentare Cime Lung, ove avviò l'educazione monastica tradizionale e presenziò ai riti, anche se inizialmente continuò ad abitare a casa. Si diceva che durante le visite stesse spesso nella stanza principale del gompa e che partecipasse con entusiasmo alle celebrazioni liturgiche.
Le monache andavano spesso a trovare il giovane tulku anche a casa, dove imparava a leggere e scrivere sotto la supervisione dello zio ghesce, esprimendo spesso il desiderio di condurre una vita religiosa, tanto che ogni volta che un monaco visitava la sua casa lo supplicava di prenderlo con sé per vivere in monastero.

## Gli inizi
All'età di sei anni entrò a Sera, sempre in compagnia dello zio, che aveva solennemente promesso alla madre di vegliare su di lui e i suoi studi. Immerso nell'atmosfera assai severa e disciplinata del monastero, ricevette la tipica millenaria educazione buddhista tibetana da numerosi lama e ghesce di grande prestigio, primo tra tutti Trijang Rinpoce, il tutore più giovane del XIV Dalai Lama. Ricevette insegnamenti di Lam Rim e di meditazione accompagnati da varie iniziazioni tantriche, dedicandosi inoltre alla pratica dei Sei Yoga di Naropa con l'aiuto di un commentario basato sulle personali esperienze di lama Tzong Khapa.
All'età di otto anni ricevette l'ordinazione a monaco novizio, e durante tutto il suo apprendistato espresse più volte il desiderio di insegnare il Dharma a discepoli occidentali, contrariamente alla maggioranza del popolo tibetano che riteneva l'Occidente un luogo oscuro e spaventoso, privo di spiritualità.
Tuttavia, mentre viveva a Sera, la neonata Repubblica Popolare Cinese si impadronì gradualmente del Tibet a partire dal 1950, giungendo nelle regioni centrali del Paese intorno al 1959, inasprendo progressivamente le persecuzioni ai danni della nobiltà e dei monaci, al punto che il XIV Dalai Lama dovette scappare da Lhasa per ottenere asilo politico in India. Thubten Yeshe dovette a sua volta fuggire attraverso il Bhutan per raggiungere l'India, dove incontrò molti altri rifugiati tibetani. Stabilitosi nel campo per profughi di Buxaduar riprese i suoi studi, approfondendo il Vinaya e l'Abhidharma. Sotto la supervisione del Kunu Lama si dedicò all'analisi di due testi molto importanti, la Guida allo stile di vita di un Bodhisattva di Śāntideva e La Luce sul Sentiero che conduce all'Illuminazione di Atiśa.

## Ordinazione e insegnamento
All'età di ventotto anni ricevette la completa ordinazione monastica, e praticò il ritiro di tre anni, tre mesi e tre giorni necessario a diventare lama. Suo zio Nawang Norbu gli procurò il denaro necessario per sostenere l'esame con cui divenire ghesce, ma il giovane monaco rifiutò umilmente domandando con ironia: «Dovrei farmi chiamare Ghesce Yeshe? Ridicolo!».
Poco dopo la nomina a lama, su suggerimento di Ghesce Rabten, famoso logico e meditatore che figurava tra i suoi precettori, Thubten Yeshe prese come discepolo il giovane tulku nepalese Thubten Zopa Rinpoce. I due si unirono ben presto in un legame di profonda amicizia e stima, e insieme iniziarono a coltivare contatti con gli occidentali nel 1965, quando visitarono il Monastero di Ghoom, a Darjeeling. La loro prima discepola fu la principessa russa Zina Rachevsky.
Nel 1967 i due lama e la loro discepola si trasferirono in Nepal, dove nel 1969 acquistarono un terreno ove fondarono il Nepal Mahayana Gompa Center di Kopan, in cui nel 1971 si tenne un primo corso di meditazione a circa venti studenti occidentali, che riscosse successo. Nell'autunno del 1974, in occasione del settimo corso, le domande di iscrizione furono così numerose che per motivi logistici se ne accettarono sole duecento.
Appassionato di cucina e giardinaggio, lama Yeshe fu sempre descritto sia dai monaci che dai suoi discepoli come un uomo eccentrico, sempre pronto a ridere e scherzare di buon gusto. Molti raccontavano che assai di frequente metteva da parte l'antichissimo codice di comportamento monacale per capire il mondo occidentale e sperimentare nuovi metodi di insegnamento del Dharma: a Hong Kong, per esempio, indossò abiti occidentali eleganti e visitò un locale notturno nel desiderio di comprendere l'idea di divertimento tipica degli occidentali. In Australia, invece, vestito con i bermuda visitò le spiagge dopo aver lasciato i suoi discepoli senza averli avvisati. Più tardi, giocò d' azzardo a Las Vegas, e con Lama Zopa si recò a Disneyland, dove fece un giro sulle montagne russe con il cappello di Topolino. In un'altra occasione, sempre con il suo discepolo, entrò in un altro locale notturno, celebre per la bellezza delle sue spogliarelliste, dove gustò semplicemente un gelato.
Tutto ciò dapprima suscitò l'imbarazzo e lo sdegno di molti lama e ghesce più tradizionali, ma fece una forte presa sui giovani occidentali alla ricerca di valori spirituali, e suscitò sempre l'approvazione del XIV Dalai Lama.
Dal 1971 in poi, insieme a Lama Zopa insegnò in ogni parte del mondo, e volendo dare continuità alla voce del Dharma in Occidente e mantenere in vita la cultura del Tibet al di fuori della terra d'origine, sconvolta dall'imposizione dei modelli cinesi, diede vita all'organismo internazionale della Fondazione per la Preservazione della Tradizione Mahayana.
Nel 1982 organizzò a Pomaia, in Toscana, presso l'Istituto Lama Tzong Khapa, una Conferenza Internazionale sull'Educazione a cui parteciparono il Dalai Lama e un folto gruppo di psicologi ed educatori di fama internazionale.  Lama Yeshe riscontrava negli occidentali una certa difficoltà nel coniugare razionalità e spiritualità;  questa riflessione e la Conferenza sull'Educazione furono l'occasione per la nascita di un progetto dal nome "Universal Education" che produsse iniziative in varie parti del mondo. Lama Yeshe ne parla in una importante intervista data nel 1983.

## Gli ultimi anni e la morte
Lama Yeshe soffriva di cardiopatia reumatica cronica ma, malgrado l'effetto debilitante della sua malattia, continuò a praticare e insegnare senza sosta fino al febbraio 1984, quando fu costretto a ricoverarsi in un ospedale californiano per sottoporsi a esami e cure intense, avendo due valvole cardiache che non funzionavano e un organo cardiaco che aveva raggiunto il doppio delle dimensioni normali. A proposito delle sue condizioni di salute, note sin dal 1974 (quando gli furono diagnosticati erroneamente pochi mesi di vita), lama Yeshe diceva di essere in vita solo grazie al potere della pratica spirituale.
Morì a 49 anni all'alba del successivo 3 marzo per insufficienza cardiaca, in occasione dei festeggiamenti del Losar, assistito da Lama Zopa; l'anno successivo Zopa trovò la sua reincarnazione in Osel Hita Torres, un bambino spagnolo di un anno e due mesi, figlio di due buddhisti. Come tulku, Osel ha ricevuto un'educazione buddhista tradizionale in Nepal fino all'adolescenza, per poi tornare in Occidente. Ha avuto il titolo di Lama con il nome di Tenzin Ösel Hita, ma nel 2012 ha preferito lasciare la vita monastica per fare il regista, pur affermando il suo rispetto e simpatia per le figure del Dalai Lama e di lama Zopa Rinpoche, suo maestro.

## Influenza sui media
- Il film «Piccolo Buddha» si ispira alla vicenda della reincarnazione di Lama Yeshe nell'occidentale Osel Hita Torres;
- Il libro biografico «Reincarnazione - Il piccolo grande Lama», della giornalista britannica Vickie McKenzie, narra la vita di Lama Yeshe e presta molta attenzione alla vicenda della sua reincarnazione;

## Scritti di Lama Yeshe
- Fa' che la tua mente diventi un oceano;
- La Via del Tantra - Una visione di totalità;
- Heruka Vajrasattva - La gioia luminosa della mente pura;
- Buddhismo in Occidente - Una via per una nuova ecologia della mente;
- Il suono del silenzio - Cristianesimo e Buddhismo;
- Diventare il proprio analista;
- La beatitudine del fuoco interiore;
- I fattori mentali;
- Il potere della saggezza - La via esistenziale del Buddhismo, con Lama Zopa;
- Quando il cioccolato finisce. -Astrolabio